# Svépravice
Svépravice (en allemand : Siprawetz) est une commune du district de Pelhřimov, dans la région de Vysočina, en République tchèque. Sa population s'élevait à 117 habitants en 2024.

## Géographie
Svépravice se trouve à 7 km au nord de Pelhřimov, à 44 km à l'ouest-sud-ouest de Jihlava à 155 km au sud-est de Prague.
La commune est limitée par Želiv au nord-ouest, par Sedlice au nord-est, par Dehtáře à l'est, par Kojčice et Pelhřimov au sud et par Červená Řečice à l'ouest.

## Histoire
La première mention écrite de la localité date de 1360.

## Transports
Par la route, Svépravice se trouve à 8,5 km de Pelhřimov, à 35 km de Jihlava à 114 km de Prague.